# Kristinia DeBarge
Kristinia DeBarge, uttalat [krɪstɪ'niə], född 8 mars 1990, är en amerikansk R&B-sångerska. Hennes pappa, James DeBarge, grundade R&B-musikgruppen DeBarge.

## Karriär
DeBarge började sjunga när hon var tre år. När hon var tolv tog hennes pappa henne in till en inspelningsstudio för att spela in en duett.
Under sommaren 2003 medverkade hon i American Idol-uppföljaren American Juniors. Hon klarade sig till semifinalen med nitton andra tävlande. Hon var med i den första gruppen bestående av tio tävlande och sjöng sången "Reflection" från Disneyfilmen Mulan. Men DeBarge tog sig inte vidare till finalen.
När hon var fjorton år, var hon introducerad för Kenneth "Babyface" Edmonds. Hon arbetade med honom i fem år. Dagen före hennes nittionårsdag skrev hon kontrakt med en ny avdelning på Island Records kallad Sodapop, grundad av Edmonds och Jeff Burroughs.
DeBarges första singel "Goodbye" innehåller delar av Steams hit "Na Na Hey Hey Kiss Him Goodbye". Singeln släpptes på Itunes den 7 april 2009. Singelns högsta position på Billboard Hot 100 är på femtonde plats.  I Sverige ligger den hittills högst som trettiosexa. DeBarges debutalbum, Exposed, släpptes i USA den 28 juli med positiva recensioner. Under hösten 2009 ska DeBarge och Ciara vara på turné tillsammans med Britney Spears som förband på "The Circus: Starring Britney Spears".

## Diskografi

### Album
- 2009: Exposed

### Singlar
| År   | Singel        | Toppnoteringar | Toppnoteringar | Toppnoteringar | Toppnoteringar | Toppnoteringar | Toppnoteringar | Toppnoteringar | Album   |
| År   | Singel        | Hot 100        | U.S. Dance     | U.S. Pop       | CAN            | Rhy. 40        | Top 40         | SVE            | Album   |
| ---- | ------------- | -------------- | -------------- | -------------- | -------------- | -------------- | -------------- | -------------- | ------- |
| 2009 | "Goodbye"     | 15             | 16             | 11             | 15             | 22             | 27             | 36             | Exposed |
| 2009 | "Sabotage"    | —              | —              | —              | —              | —              | —              | —              | Exposed |
| 2009 | "Future Love" | —              | —              | —              | —              | —              | —              | —              | Exposed |